# Angelo Amato
Pour les articles homonymes, voir Amato (homonymie).
 (janvier 2025).
Si vous disposez d'ouvrages ou d'articles de référence ou si vous connaissez des sites web de qualité traitant du thème abordé ici, merci de compléter l'article en donnant les références utiles à sa vérifiabilité et en les liant à la section « Notes et références ».
Angelo Amato, né le 8 juin 1938 à Molfetta (Italie) et mort le 31 décembre 2024 à Rome, est un prêtre salésien italien, théologien et vice-recteur de l'université pontificale salésienne de Rome de 1991 à 2000. Préfet de la Congrégation pour la Cause des Saints de 2008 à 2018, il est créé cardinal en 2010.

## Biographie

### Jeunesse et formation
Né à Molfetta, il est instruit à l'école salésienne de Catane et étudie la philosophie et la théologie à Rome.

### Prêtre et universitaire
Il est ordonné prêtre le 22 décembre 1967 pour les salésiens de Jean Bosco.
Il poursuit ses études à l'université pontificale salésienne et à l'université pontificale grégorienne en 1968. Spécialiste de christologie, il commence à enseigner comme assistant à l'université salésienne à partir de 1972.
En 1978, il reçoit une bourse pour étudier la patristique avec le patriarche de Constantinople. Il fréquente aussi l'université civile de Salonique. Il voyage à Washington aux États-Unis en 1988 lors d'une année sabbatique.
À son retour, il enseigne la théologie dogmatique et est nommé consulteur pour la Congrégation pour la doctrine de la foi, le Conseil pontifical pour la promotion de l'unité des chrétiens et la Congrégation pour les évêques.
De 1991 à 2000, il est pro-recteur et vice-recteur de l'université salésienne de 1991 à 2000.

### Évêque
Le 19 décembre 2002, Jean-Paul II le nomme secrétaire de la Congrégation pour la doctrine de la foi, au côté du cardinal Ratzinger, préfet de la congrégation. À ce poste, il succède à Tarcisio Bertone, futur secrétaire d'État de Benoît XVI. Il reçoit à cette occasion le titre d'archevêque in partibus de Sila.
Il est également membre de l'Académie pontificale mariale internationale.
Le 9 juillet 2008, Benoît XVI le nomme à la tête de la Congrégation pour les causes des saints en remplacement du cardinal José Saraiva Martins. Il conserve ce poste jusqu'au 31 août 2018, soit quelques semaines après son 80e anniversaire.

### Cardinal
Il est créé cardinal par Benoît XVI lors du consistoire du 20 novembre 2010. Il reçoit alors le titre de cardinal-diacre de Santa Maria in Aquiro. En mars 2013, il participe au conclave qui voit l'élection du pape François.
Le 9 septembre 2014 il est nommé, par le pape François, père synodal pour la troisième assemblée générale extraordinaire du synode des évêques sur la famille se déroulant du 5 au 19 octobre en qualité de préfet de la congrégation pour la cause des Saints.
Le 3 mai 2021, il est nommé cardinal-prêtre par le pape François.
Angelo Amato meurt le 31 décembre 2024 à Rome, à l’âge de 86 ans,.

#### Béatifications
Quelques exemples
- 2011 : Le 7 mai 2011, le cardinal Amato procède à la béatification à Naples du prêtre italien Justin Russolillo (1891-1955), au nom du pape Benoît XVI[5].
- 2013 : 2 septembre 2013, béatification d'Antonio Franco (1585-1626) à Messine.
- 2014 : Le 4 octobre 2014, béatification dans la basilique du Sacré-Cœur de Newark de la religieuse américaine Myriam-Thérèse Demjanovich (1901-1927), au nom du pape François. Il s'agit de la première cérémonie de béatification à être célébrée sur le sol des États-Unis[6]. Le 25 octobre 2014, béatification à São Paulo de la religieuse italienne Assunta Marchetti (1871-1948).
- 2015 : Le 26 avril 2015 à Rimouski (Canada), béatification de la religieuse canadienne Élisabeth Turgeon (1840-1881), fondatrice des Sœurs de Notre-Dame du Saint-Rosaire. Le 31 mai 2015, béatification à la cathédrale de Bayonne du père Cestac (1801-1868), fondateur des Servantes de Marie d'Anglet. Le 5 décembre 2015, béatification au Pérou des jeunes martyrs franciscains polonais Michal Tomaszek (1960-1991) et Zbigniew Strzałkowski (1958-1991) et du prêtre martyr italien Alessandro Dordi (1931-1991), assassinés in odium fidei au Pérou.
- 2016 : Le 5 novembre 2016 béatification à Shkodra en Albanie de trente-huit martyrs de l'athéisme d'État en Albanie (dont Alfons Tracki 1896-1946 [7], Josef Marxen 1906-1946). Le 19 novembre 2016, en Avignon béatification du père Marie-Eugène de l'Enfant-Jésus (1894-1967) fondateur de l'Institut Notre-Dame de Vie.
- 2017 : Le 7 février 2017 à Osaka, béatification du martyr japonais et samouraï Justus Takayama (1552-1615). Le 23 septembre 2017, à Oklahoma City béatification du prêtre martyr américain Stanley Rother (1935-1981), missionnaire au Guatemala. Le cardinal Amato a déclaré dans son homélie : « Le père Rother, conscient du danger imminent pour sa vie, s'est préparé au martyre, demandant au Seigneur la force d'y faire face sans crainte. Il a continué cependant de prêcher l'Évangile d'amour et de non-violence (…) Son sang, uni au Précieux Sang de Jésus, purifie et sauve même ses ennemis, qui sont aussi aimés et pardonnés[6]. » Le 7 octobre 2017, béatification à Milan du prêtre italien Arsène de Trigolo (1849-1909). Le 18 novembre 2017, béatification à Détroit du capucin américain Solanus Casey (1870-1957).